# Sigvaldi Strut-Haraldsson

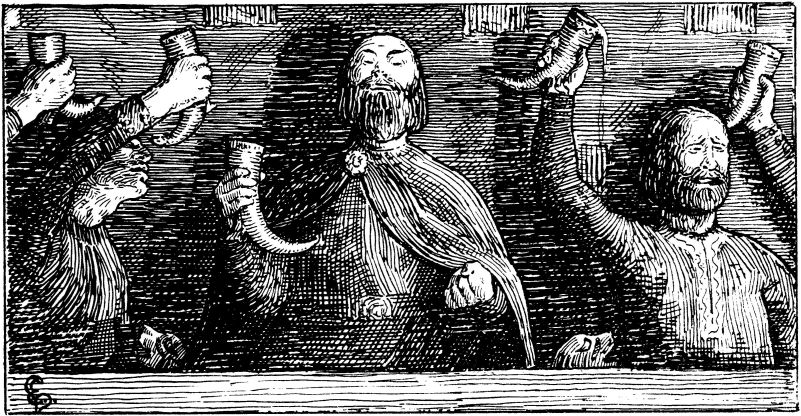
Aux funérailles de Harald à la dent bleue, le jarl Sigvaldi prête serment en mémoire de son père de se rendre en Norvège et de tuer le jarl Håkon.

Sigvaldi Strut-Haraldsson était un jarl viking, fils du jarl scanien Strut-Harald et frère de Thorkell le Grand. Il succéda à Palnatoke en tant que chef des Jomsvikings et se révéla plus sage que brave.
Pour gagner la main d'Astrid, fille du chef sorabe Burislav, il promet de libérer les Sorabes du tribut qu'il payent aux Danois. Il remplit sa promesse en se rendant en Seeland où il envoie un message à Sven à la barbe fourchue pour lui faire part d'importantes nouvelles qu'il ne peut lui apporter en personne car il est tombé malade. Curieux, Sven monte à bord de son navire où il est capturé par les Jomsvikings. Pour sa libération, le roi danois doit garantir l'indépendance des Jomsvikings et des Sorabes Wends, en plus d'une rançon.
Aux funérailles de son père, Sven lui conseille d'envahir la Norvège et de renverser le jarl de Lade Håkon Sigurdsson, ce que Sigvaldi promet en mémoire de son père. Cette promesse conduit à la bataille de Hjörungavágr en 986, où Sigvaldi s'enfuit honteusement.
En 1000, Sigvaldi montre sa traîtrise à la bataille de Svolder, en menant Olaf Tryggvason à la bataille puis en l'abandonnant au moment du combat.